# Bolsenasee

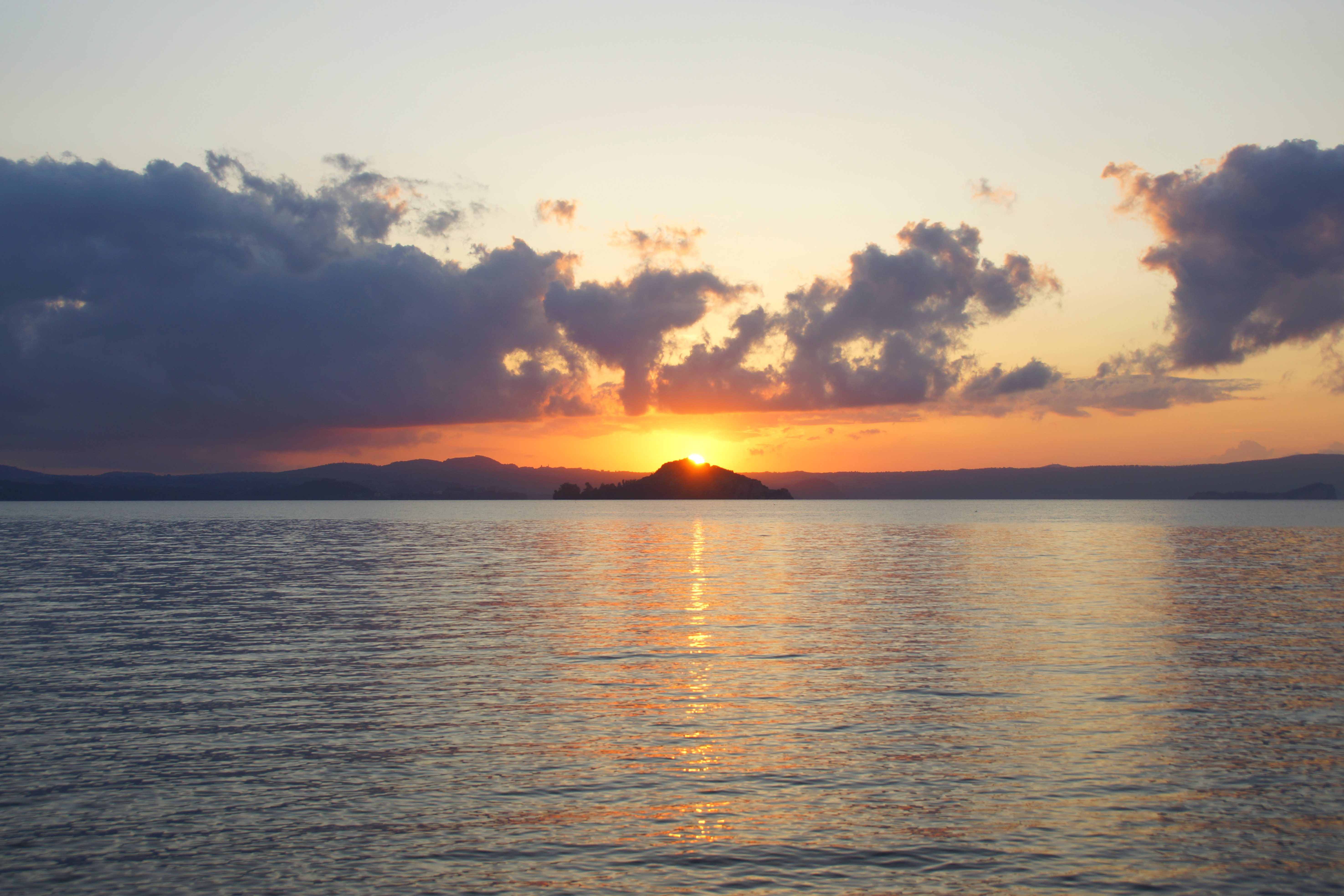
Sonnenuntergang am Lago di Bolsena genau hinter Isola Martana

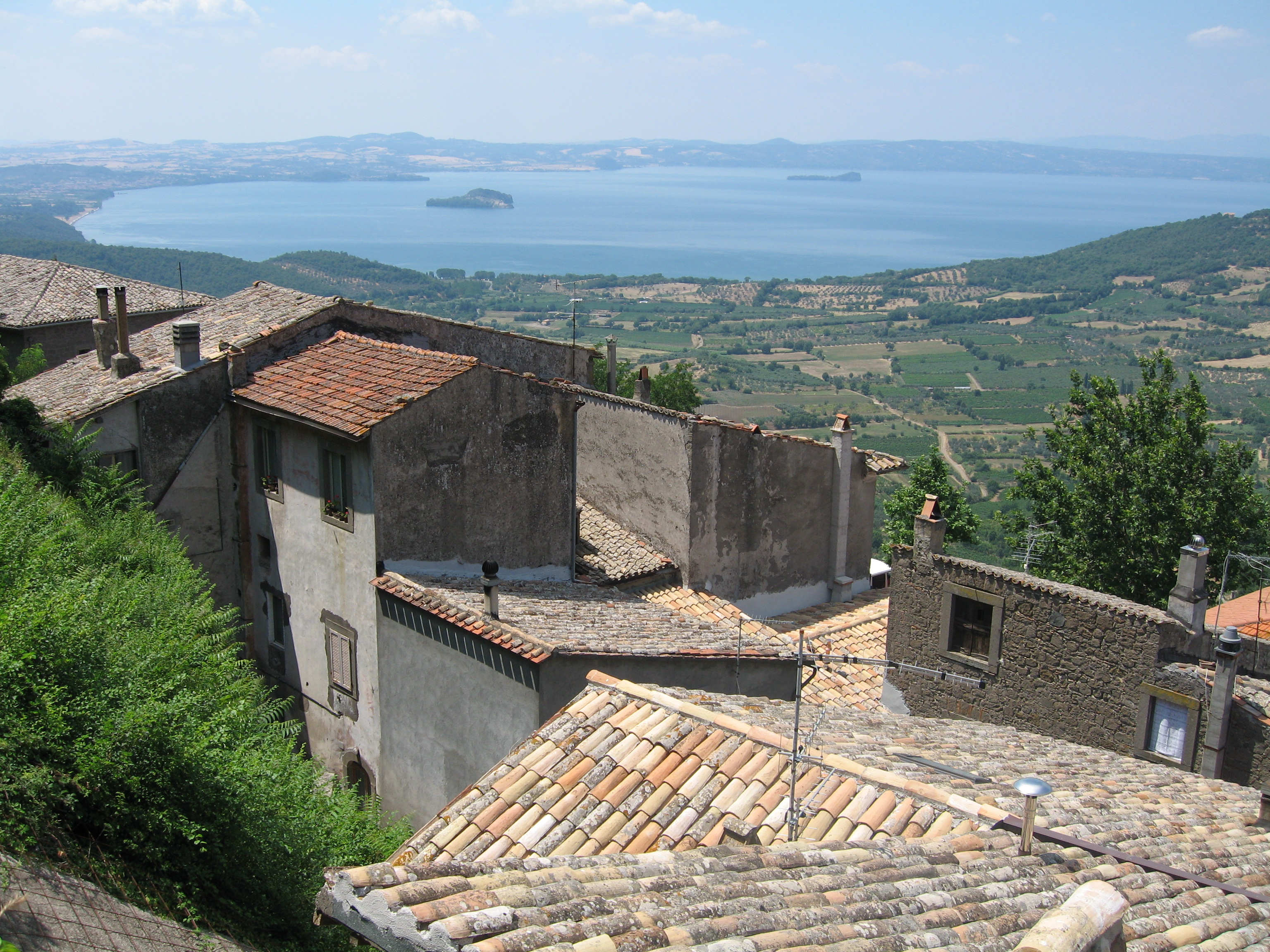
Blick von Montefiascone auf den Lago di Bolsena mit Isola Martana (l.) und Isola Bisentina (r.)

Der Bolsenasee (italienisch Lago di Bolsena, lateinisch Lacus Volsiniensis) ist ein See in Mittelitalien. Er befindet sich etwa 90 km nördlich von Rom in der Provinz Viterbo im Norden der Region Latium nahe der Grenze zu Umbrien und der Toskana. Der See wurde nach der Stadt Bolsena am Nordufer benannt.

## Geografie
Der Bolsenasee ist ein fast kreisrunder See mit 114 km² Fläche und ungefähr 43 km Umfang, der von den Volsiner Bergen umgeben wird. Seine Oberfläche liegt 305 m über dem Meeresspiegel, die größte Tiefe beträgt zirka 151 m, die Durchschnittstiefe etwa 81 m. 
Der See liegt in der vormals vulkanisch aktiven Zone des sogenannten Apparato Vulsinio. Er füllt eine Caldera, die  vor schätzungsweise 300.000 Jahren durch Einsturz unterirdischer Magmakammern nach starken, explosiven Vulkanausbrüchen entstanden ist.
Der See wird ausschließlich von Regen- und Grundwasser gespeist, sein einziger Abfluss ist das Flüsschen Marta, das den See bei der gleichnamigen Ortschaft am Südufer verlässt und in das Tyrrhenische Meer mündet. Es dauert deswegen nahezu 120 Jahre, bis der See rein rechnerisch sein Wasser ausgetauscht hat. Der Bolsenasee verfügt dennoch über eine sehr gute Wasserqualität, die Sichttiefen bis zu 10 Metern ermöglicht. Der schwarze, grobkörnige und mit Tuffpartikeln durchsetzte Sand an den Seeufern weist auf den vulkanischen Ursprung hin.
Im See befinden sich zwei kleine Inseln: die Isola Bisentina und die Isola Martana. Auf der Isola Bisentina befinden sich mehrere historische Gebäude: Die Insel war jahrhundertelang im Besitz der Familie Farnese und diente vielen Päpsten als Sommerresidenz. Auf der Isola Martana soll im 6. Jahrhundert die ostgotische Königin Amalasuntha von ihrem Cousin und Mitregenten Theodahad gefangen gehalten und schließlich ermordet worden sein.
Am Ufer des Sees oder direkt oberhalb auf dem Rand der Caldera liegen (im Uhrzeigersinn) die Orte Bolsena, Montefiascone, Marta, Capodimonte, Valentano (es liegt genau auf der Höhe, wo sich die Ränder der Caldera vom Bolsenasee und die der nicht als See ausgebildeten Caldera von Latera treffen), Gradoli, Grotte di Castro und San Lorenzo Nuovo. In der Umgebung des Sees findet man die Anbaugebiete der DOC-Weine „Est! Est!! Est!!!“ (bei Montefiascone) und des „Aleatico di Gradoli“ (siehe hierzu auch den Artikel Weinbau in Italien).
In den 1990er Jahren wurde eine weitere Uferverbauung durch restriktive behördliche Maßnahmen radikal eingedämmt. Dadurch ist der Zugang zum Seeufer fast nicht eingeschränkt. Der Bolsenasee gilt als gutes Beispiel für die Entwicklung eines sanften Tourismus in Italien.

## Touristische Ziele in der Umgebung
- Tarquinia mit einer großen etruskischen Nekropole
- Vulci als große etruskische Metropole, weitestgehend ausgegraben, jedoch wenig erhaltene Bauten, allerdings ist die Stadtanlage inklusive Straßen hervorragend erkennbar
- Bomarzo, Renaissancepark mit monströsen Steinskulpturen
- Villa Lante, Renaissancepark mit ehemals großartigen Wasserspielen
- Civita di Bagnoregio, „Die Sterbende Stadt“, Geburtsort des hl. Bonaventura
- Civita Castellana, Falisker-Stadt
- Saturnia mit seiner 37,5 °C warmen Schwefelquelle und den frei zugänglichen und zum Baden geeigneten Sinterbecken
- Viterbo, ehemalige Papstresidenz
- Orvieto, mit dem bekannten Dom; sehr lohnend ist ein Ausflug in die unterirdische Welt Orvieto sotterranea
- Capalbio am Südrand der Toskana mit dem Giardino dei Tarocchi im Ortsteil Garavicchio von Niki de Saint Phalle, eines ihrer Hauptwerke

## Feste rund um den See
- Bolsena: Sagra del Pesce (Fischfest), Juli
- Bolsena: Fest der Santa Cristina, Juli
- Capodimonte: Sonica (Musikfestival), Juli
- Onano: Sagra delle Lenticchie (Linsenfest), August
- San Lorenzo Nuovo: Sagra delle Gnocchi (Gnocchifest), August
- Grotte di Castro: Sagra della Patate (Kartoffelfest), August
- Capodimonte: Sagra del Coregone (Coregonus lavaretus, eine im Bolsenasee häufig vorkommende Fischart), August
- Viterbo: Fest der Macchina di Santa Rosa, ein Umzug mit einer 30 m hohen Skulptur, September

## Benennung
Nach dem See ist der Methansee Bolsena Lacus auf dem Saturnmond Titan benannt.